# EMule EastShare Mod
eMule EastShare Mod，中文名：伊絲雪兒，簡稱EastShare Mod、EastShare或ES，是以官方eMule和eMule MorphXT Mod為基礎修改開發的一個自由开源的P2P文件共享軟體。它是一個eMule Mod，遵循GNU通用公共許可證。

## 起源
2003年夏秋之際，妖魔天下會論壇（页面存档备份，存于）因當時台灣一般ADSL網路速度（下載512kb／上傳64kb）無法以10kB上傳（eMule最低無限制下載的標準），釋出無視eMule官方上下傳比例的修改版本，引來一陣撻伐，時稱「反妖除魔」運動，並有「反妖除魔」（AntiGate）論壇的成立，以小景、P、linekin等人為首。該論壇的階段性任務結束後，原站長群為提倡eMule正確觀念而創立EastShare論壇，隨後一群志同道合的版友也在該年9月9日發表了EastShare Mod。

## 成員
- AndCycle
- linekin
- P
- TAHO

## 特色
- 優先還債（Pay Back First，PBF）（AndCycle）
- 國旗顯示（AndCycle）
- 檔案上傳權均等（Equal Chance for Each File，ECFEF）（AndCycle）
- EastShare 積分系統（TAHO、P）

註：EastShare Mod大部分功能（含上述）均已被整合入MorphXT Mod中。